# Monasterio de San Juan Bautista (Macedonia del Norte)
El Monasterio de San Juan Bautista (en macedonio: Свети Јован Бигорски) es un monasterio macedonio ortodoxo no reconocido, situado en la parte occidental de la actual Macedonia del Norte, cerca de la carretera que une las localidades de Debar y Gostivar.
La iglesia del monasterio está dedicada a san Juan Bautista. Según la crónica del monasterio de 1833, fue construido en 1020 por Ivan I Debranin. Los otomanos destruyeron el monasterio en el siglo XVI. El monasterio fue restaurado en 1743 por el monje Ilarion, quien también construyó varias celdas para los monjes. Más tarde, en el período de 1812 a 1825 el monasterio fue ampliado por el archimandrita Arsenio.
La piedra toba (macedonia; Bigor) se puede encontrar en toda el área y se utiliza para la construcción de la iglesia misma. Fue constantemente arruinada y reconstruida pero afortunadamente aún se conserva la mayor parte de sus pinturas al fresco famosos junto con la madera tallada iconostasio.
Desde monasterio se dedica a san Juan Bautista a los creyentes confían en que los iconos con su imagen son bendecidos con un poder de curación milagrosa. El monasterio de San Juan el Bautista también cuenta con un pequeño féretro de plata que contiene supuestas reliquias de San Juan y la notable colección de manuscritos.